# General Urquiza (Misiones)
General Urquiza es una localidad y municipio argentino de la provincia de Misiones, ubicado dentro del departamento San Ignacio. El municipio se desarrolla entre la costa del río Paraná y la ruta Nacional N.º 12. Sobre la costa del Paraná se asentaban los núcleos de población más importantes: Puerto Menocchio, Puerto España, barrio francés y Colonia Gisela; no obstante, el declive del uso del río como medio de transporte promovió la formación de un asentamiento ubicado a sólo 1,5 km de la ruta 12, en lo que se conoce como Barrio Industrial y que aloja al edificio del municipio de General Urquiza. Por este motivo se conoce actualmente a este asentamiento como General Urquiza. Según el censo de 2001 el único núcleo poblacional es este último, siendo los demás considerados como de población rural dispersa.
El acceso desde la ruta 12 se encuentra asfaltado desde junio de 2007, mientras que la ruta 12 la comunica también por asfalto al sudoeste con Santo Pipó y Posadas y al nordeste con Helvecia y Puerto Iguazú.
El municipio fue creado en 1954 con el nombre de Juan Domingo Perón, en ese momento presidente de la Nación, teniendo su primera sede en la actual localidad de Puerto Menocchio, a 12 kilómetros del emplazamiento actual. El golpe militar del año siguiente cambia el nombre del recientemente creado municipio por el de General Urquiza, en honor a Justo José de Urquiza.
El barrio Industrial donde se asienta el municipio desde 2006, se formó a partir de las instalaciones de la empresa Pipoil, quebrada a comienzos del siglo XXI y reactivada pocos años después. Esta mudanza se debe a que los puertos sobre el Paraná que conformaban la principal vía de comunicación (en el municipio se destacaba Puerto Lapacho, por donde ingresaba y egresaba la mayor parte del consumo y producción) dejaron de funcionar, provocando un natural desplazamiento a la zona cercana a la ruta 12, mucho mejor comunicada vialmente con el resto de la provincia.

## Economía
Las principales actividades económicas del municipio son el cultivo de yerba mate , las plantaciones de mandioca y la industria forestal. También se destacan las plantaciones de tabaco, té, citrus y la ganadería.

## Educación
En cuanto a la educación, se pueden encontrar varias instituciones en el área de General Urquiza.
Existen 5 escuelas primarias en todo el municipio: 
- Escuela Provincial N.º 914 que se encuentra en el centro del ejido urbano a pocos metros de la municipalidad y la plaza.
- Escuela Provincial N.º 916 que se encuentra en el B° El Francés.
- Escuela Provincial N.º 162 “Rio Paraná” se encuentra en el B° Puerto España. 
- Escuela Provincial N.º 221 “Frai Mamerto Esquiu” se encuentra en Colonia Gisela.
- Escuela Provincial N.º 333 se encuentra en Puerto Menoccio.
- PPAEBA N.º 9062 en Puerto España
- PPAEBA N.º 9075 en Villa Urquiza
Existen 2 escuelas secundarias en todo el municipio:
- C.E.P. N.º 35 en el B° Industrial de General Urquiza.
- B.O.P. N.º 33 en Colonia Gisela.

## Población
El municipio cuenta con una población de 1.335 habitantes, según el censo del año 2001 (INDEC). La localidad de General Urquiza contaba con 247 habitantes (Indec, 2001), un 2% menos que los 253 habitantes (Indec, 1991) del censo anterior.